# Tetiana Yablonska

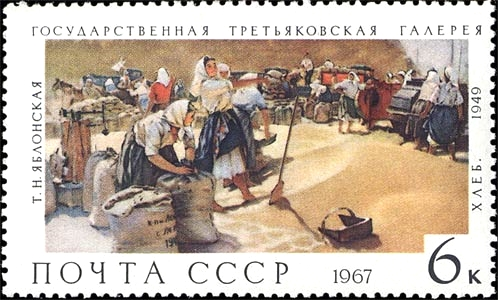
Sello de 1967 con su cuadro "El pan" de 1947

Tetiana Nílivna Yablonska en ucraniano: Тетяна Нилівна Яблонська; Smolensk, 11 de juliojul./ 24 de julio de 1917greg.-Kiev, 17 de junio de 2005), también conocida en ruso como Tatiana Nílovna Yablónskaya (Татьяна Ниловна Яблонская), fue una pintora ucraniana.

## Biografía

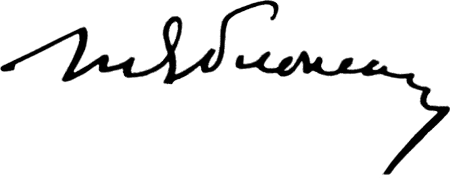
Firma

Nació en el seno de una familia de profesores. Se trasladaron a Odesa en 1928, a Kamianets-Podilskyi y finalmente a Lugansk en los años 1930. Tatiana estudió en el Instituto de Arte de Kiev y en el taller de Fedir Krychevsky.
Fue miembro de la República Socialista Soviética de Ucrania (1951-1958), del Sindicato de Artistas de Ucrania desde 1944, de la Unión de Atisstas de la URSS y de la Academia Imperial de las Artes.
Entre otros premios, fue galardonada con el de Artista del Pueblo de la URSS en 1982, Artista del año de la UNESCO, el de Heroína de Ucrania o el Premio Estatal de la Unión Soviética en 1949, 1951 y 1979.